# 안톤 부티기그

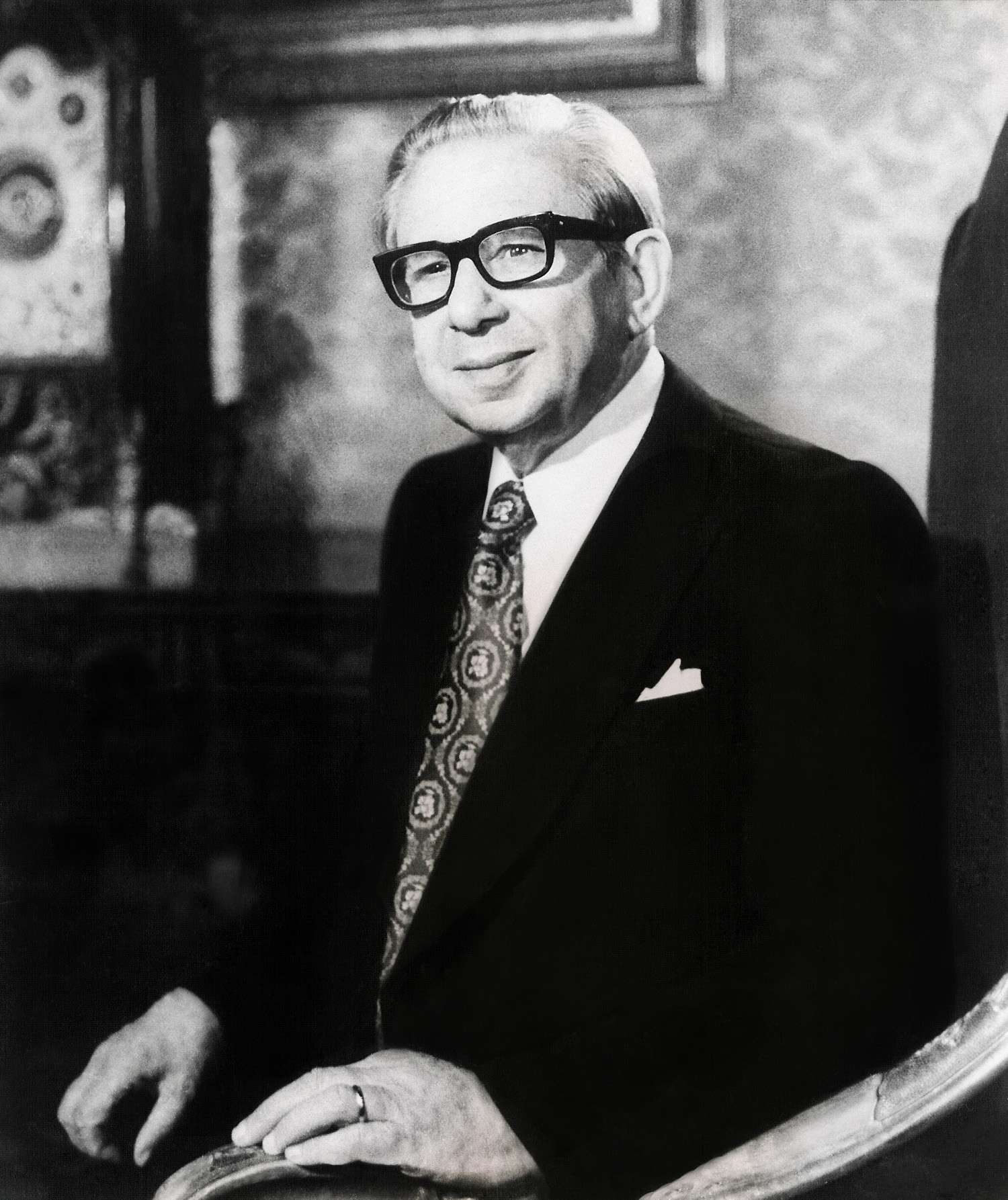
안톤 부티기그

안톤 부티기그(몰타어: Anton Buttigieg, 1912년 2월 19일 ~ 1983년 5월 5일)는 몰타의 정치인으로, 1976년부터 1981년까지 몰타의 2대 대통령을 역임했다.